# أورفيس ليون لالماند
أورفيس ليون لالمان وُلِد في 27 سبتمبر 1817 في الأردين وتوفي في 20 ديسمبر 1893 في نفس المدينة، هو جنرال فرنسي من ضباط الإمبراطورية الثانية الفرنسية.
أمضى معظم حياته المهنية في الجزائر المحتلة وهو من خريجي مدرسة سان سير العسكرية. عُين لواءً برتبة لواء عام 1870 وعُين قائداً أعلى للقوات البرية والبحرية في الجزائر، وكان مسؤولاً عن إخماد ثورة عام 1871. ثم تولى قيادة العديد من فيالق الجيش وأنهى حياته المهنية كرئيس للجنة الاستشارية لهيئة الأركان العامة.

## تعليمه
التحق بالمدرسة العسكرية الخاصة في سان سير في عام 1837، ثم التحق بالمدرسة التطبيقية للفيلق الملكي الكبير في عام 1840، وهي مخصصة لأفضل الطلاب من المدرسة التطبيقية العسكرية.

## غزو الجزائر
عُيِّن ملازمًا في عام 1842، وأُرسل إلى الجزائر حيث خدم بشكل شبه مستمر حتى عام 1872. حيث خدم في البداية كمساعد قائد ثم كرئيس أركان للجنرالات لاموريسييه، وبليسييه وبوسكيت. عُين نقيباً في عام 1844.

## حرب القرم
تمت ترقيته إلى قائد سرب في عام 1854، وتميز خلال حرب القرم وتم ذكره في وسام الجيش في 22 أغسطس 1855 ورُقّي إلى رتبة مقدم في العام نفسه.

## العودة إلى الجزائر
بعد هذه الحملة، أُعيد إلى الجزائر ليعمل في هيئة أركان حاكم الجزائر المارشال راندون. في عام 1857، شارك في الحملة على منطقة القبائل الكبرى، ثم أصبح قائداً لمقاطعة تيزي وزو، وكان مسؤولاً عن تهدئة المنطقة.
في عام 1860 تمت ترقيته إلى رتبة عقيد وعُيّن مسؤولاً عن مقاطعة أومال، ثم رُقّي في عام 1862 إلى مقاطعة أورليانزفيل.
تمت ترقيته إلى رتبة عميد في عام 1868.
القائد الأعلى للقوات البرية والبحرية في الجزائر (1870-1871)
أعيد إلى فرنسا لفترة وجيزة بعد اندلاع حرب 1870، ولم يشارك في القتال. رُقِّي إلى رتبة لواء في 24 أكتوبر 1870، وعُيِّن في اليوم نفسه في منصب القائد الأعلى للقوات البرية والبحرية في الجزائر، والتحق بها في 10 نوفمبر. وبقيادة سبعة طوابير تحت إمرته بلغ مجموعها أكثر من 22,000 رجل، قام بقمع تمرد 1871 بحزم.
قائد فيلق الجيش
عند عودته إلى فرنسا، تولى قيادة فيلق الجيش الحادي عشر في نانت من 1874 إلى 1876، والفيلق الخامس عشر في مرسيليا من 1877 إلى 1879، والفيلق الأول في ليل من 1882 إلى 1883.
مُنح وسام الصليب الأكبر لوسام جوقة الشرف في 3 فبراير 1880 والوسام العسكري في 11 يوليو 18824.
رئيس اللجنة الاستشارية للأركان العسكرية
كان رئيس اللجنة الاستشارية للأركان العسكرية من 1884 إلى 18861.
كما أشرف على المدرسة العليا الحربية والمدرسة العسكرية الخاصة في سان سير.

## سنواته الأخيرة
في أكتوبر 1887، بعد أن بلغ السبعين من عمره، تم وضعه في وضع غير نشط.
تقاعد في قريته الأصلية حيث توفي في 20 ديسمبر 1893.
كان الجنرالان ليبلوس وجامونت3 هما ضابطا نظامه.